# Pūniu Saxum
Il Pūniu Saxum è una struttura geologica della superficie di 65803 I Dimorphos.